# 山梨史奈
山梨 史奈（やまなし ふみな、1997年8月21日 - ）は、日本で活動するミュージカル俳優である。静岡県静岡市清水区出身。劇団四季所属。

## 来歴
小学生の頃から演技のレッスンを始め、アマチュア時代には静岡県民ミュージカルに在籍していた。高校卒業まで静岡県内で過ごし、大学は昭和音楽大学へ進学した。大学4年生だった2019年に劇団四季研究生オーディションに合格し、大学卒業後の2020年4月から劇団四季研究所へ入所する。研究所卒業後は劇団四季に入団し、2021年12月9日にキャナルシティ劇場で上演されたキャッツ福岡公演のシラバブ役で初舞台出演を果たした。2024年のキャッツ静岡公演では地元凱旋出演している。

## 主な出演作品
- キャッツ（2021年シラバブ）
- バケモノの子（2022年アンサンブル6枠、2023年楓）[2]
- 赤毛のアン（2024年ティリー）